# Spirale d'or

La spirale d'or est autosimilaire, elle se répète à l'infini lorsqu'elle est agrandie.

En géométrie, une spirale d'or est une spirale logarithmique avec un facteur de croissance de {\displaystyle \varphi ={\frac {1+{\sqrt {5}}}{2}}\simeq 1,618}, appelé nombre d'or. Elle est bien approchée par d’autres spirales autosimilaires et par la spirale de Fibonacci.

## Formule
La spirale d'or est la courbe d'équation polaire suivante : 
{\displaystyle r=a\mathrm {e} ^{b\theta }\,}
ou encore :
{\displaystyle \theta ={\frac {1}{b}}\ln(r/a),}
avec e la base des logarithmes naturels, a étant une constante réelle strictement positive arbitraire et b donné par :
{\displaystyle b={\frac {\ln {\varphi }}{\pi /2}}.}
Une spirale d'or devient plus large par un facteur de φ pour chaque quart de tour qu'elle fait, et elle est plus généralement invariante par n’importe quelle similitude centrée en son point limite, d’angle θ en radians et de rapport φ2θ/π.

## Approximations
La courbe peut être approchée par une autre courbe autosimilaire composée d’une suite infinie de quarts de cercles inscrits dans des carrés dont les côtés sont en progression géométrique de rapport le nombre d’or. À la différence de la spirale d’or, cette courbe n’est invariante que par un ensemble discret de similitudes.
Une construction analogue est obtenue avec des arcs de cercles circonscrits à des triangles d’or.
Une autre approximation est donnée par la spirale de Fibonacci constituée elle aussi d’une infinité de quarts de cercles inscrits dans des carrés mais les côtés de ces derniers suivent alors la suite de Fibonacci. On retrouve asymptotiquement le ratio de la spirale d’or.

Approximation de la spirale d’or par des quarts de cercles
Spirale d’or circonscrite à une suite de triangles d’or
Spirale de Fibonacci